# Just Another Demo
Just Another Demo – pierwsze oficjalne demo nagrane w całości przez zespół Bloodhound Gang na przełomie lat 1992 i 1993. Istnieją dwie znane wersje - pierwsza ma 6 utworów, druga 5. Mimo tego, że wersja druga jest częściej nadawana w amerykańskim radiu i przedstawiana na oficjalnej stronie internetowej zespołu jako wersja podstawowa, to wersja pierwsza jest uznawana za oficjalną.
Utwór "Should Have Been There" to "Mama Say" z innym tekstem. Natomiast "Audio Biography" to kilkusekundowa ścieżka będąca martwą ciszą. Jest to żart będący aluzją do tego, że zespół nie miał w momencie wydania dema żadnego albumu w swoim dorobku.

## Spis utworów

### Wersja 1
1. "Pickles and Fudge (Four White Boys)"
2. "Should Have Been There"
3. "Go Down"
4. "Convoy"
5. "One Way"
6. "Legend In My Spare Time"

### Wersja 2
1. "Legend In My Spare Time"
2. "10 Items or Less"
3. "Convoy"
4. "Solid Ornamental Icelandic Groove in Floopoid Zee"
5. "Audio Biography"